# Margat
Margat vagy al-Marqab (arabul Qalaat al-Marqab; قلعة المرقب, „az Őrhely”) a Szentföld legnagyobb keresztes lovagvára, a Szent János Ispotályos Rend egykori erődje Szíriában, Bánjász közelében. Krak des Chevaliers és a Szaladin-citadella után a legjobb állapotban megmaradt szíriai várrom.
II. András magyar király busás évjáradékot – évi 23 kilogramm ezüstpénzt – adományozott a johannitáknak 1218-ban, amikor az ötödik keresztes hadjárat idején hazafelé tartva útba ejtette a margati erődöt.
Margat várának régészeti koncesszióját Major Balázs régész, történész, a Pázmány Péter Katolikus Egyetem Arab Tanszékének oktatója 2006-ban kapta meg, korábbi munkáinak elismeréseként. A Major Balázs vezette Szíriai-Magyar Régészeti Misszió (SHAM) tagjai – magyar régészek építészek, statikusok és festőművészek – 2007-óta végzik Margat feltárását. Legfőbb feladatuk az erődrészek hajdani szerepének megállapítása, és a korabeli élet rekonstruálása. A világ legnagyobb keresztes várának eddigi feltárási eredményei közül kiemelkedik az az egyedülálló freskóciklus, melyet a magyar régészek a várkápolnában fedeztek fel és restauráltak.

## Elhelyezkedése
Margat az Anszáríjja-hegység Földközi-tengerig nyúló nyugati lankáin, a tengerparttól 2 kilométerre, Bánjász városától 6 kilométerre délre, egy 360 méter magas, háromszögletű, kihunyt vulkáni domb tetejére épült. Külső, tornyokkal megerősített falai 5,7 hektárnyi területet ölelnek körbe. A johannita lovagok belső, több szintes erődje a hegy déli oldalán áll, a vár többi részén erődített település (szuburbium) helyezkedett el, lakóházakkal, templommal, kórházzal.

## Története
A margati várhegy tövében már a római korban virágzó település volt. Az első erődítményt a hegytető északi részén a helyi muszlim törzsek építették 1062-ben . Mivel innen a tengerpart jókora szakasza belátható, a várat al-Marqab-nak, „az Őrhely”nek nevezték. 1104-ben a harráni csata után, a Bizánci Birodalom része lett. Egy évtizeddel később Tankréd, Galilea hercege és Antiochia régense foglalta el, és a Hercegség fennhatósága alá vonta. Tankréd halálával antiochiai Roger herceg birtokába került – aki a vár nevét Margatra változtatta. Margat az Antiochiai Hercegséget és a Tripoliszi Grófságot összekötő, Tartúsz és Latakia közötti tengerparti útvonal fontos ellenőrzőpontja volt.
1117-ben Renaud de Mazoir, a Hercegség legbefolyásosabb támogatója kapta hűbérbirtokul a várat, amely három generáción keresztül a család tulajdonában maradt. Ekkor kezdődött el a hegytető beépítése, a rezidencia és az udvartartás lakóterületeinek kialakítása. 1133-ban a két keresztes állam, az Antiochiai Fejedelemség és a Tripoliszi Grófság hatalmi vetélkedése okán a muszlimok rövid időre visszafoglalták Margatot és a hegy alatt elterülő Valenia (ma Bánjász) városát, de 1140-től Mazoir báró fia, II. Renaud ismét elfoglalta azt.
A területet 1157-ben, 1170-ben és 1186-ban is földrengés sújtotta. A vár rendszeres újjáépítse és karbantartása megrendítette II. Renaud anyagi helyzetét; így halála után fia Bertrand, a Mazoir család akkori feje, 1187. február 1-jén 2000 Solidus évi járadékért eladta Margatot a Johannita lovagrendnek. Az erőd a rend legfontosabb katonai főhadiszállásává vált a térségben, ezzel kivívva az Asszaszinok néven emlegetett közösség nemtetszését, akik számára a lovagok közelsége komoly fenyegetést jelentett.
Néhány hónappal később, 1187. július 4-én Szaladin szultán Hatíinnál megsemmisítő csapást mért a Jeruzsálemi Királyság seregére. Októberben visszafoglalta Jeruzsálemet, és egyetlen év leforgása alatt a keskeny tengerparti sávra szorította vissza a kereszteseket. Szaladin seregeinek előretörésével a keresztény államok termőterületeinek jelentős része elveszett, önállóságuk megingott.
A SHAM régészeinek teóriája szerint, Jeruzsálem elveszése után Margat volt, a Szent János lovagrend központja. Az 1190-es évek elején a rend vezetése ideköltözött és itt is maradt az akkói új kolostor elkészültéig. Az 1113-tól II. Paszkál pápa engedélyével önálló betegápoló testületként működő Szent János ispotályos lovagrend, a 12. század második fele és a 13. század során hatalmas vagyonra tett szert. Volt, aki fegyvereit és ruháit, volt, aki földjeit is a szerzetesekre hagyta halálos ágyán. A gazdagodó johanniták a kikötőkben és az Európát a Szentfölddel összekötő zarándokutak mentén is rendházakat alapítottak, a zarándokoknak vendégházakat emeltek, és hatalmas birtokokat szereztek. Jeruzsálem elvesztése után az európai uralkodók Szentföld iránti érdeklődése visszaesett, a fegyveres utánpótlás elapadt, a szentföldi arisztokrácia meggyöngült. Ez a lovagrendek szerepének megerősödését eredményezte. Európai birtokaik jövedelméből az ispotályosok és a templomosok tartották el a Szentföld keresztes államait.
A johanniták irányítása alatt, Margatban is védelmi célú építkezések kezdődtek; amelyek mindössze 15 év alatt, 1202-re nagyrészt elkészültek. Így valószínű, hogy a rend 1206-ban itt tartotta generális nagykáptalanját, amelyen módosították a regulát, és a templomosokéhoz hasonlóan harcos renddé formálták át a közösséget.
A várhegy lábánál fekvő Valenia püspöke, Antériusz is az erődbe költözött 1188-ban, a székhelyét felégető muszlim dúlás miatt. A tized beszedése miatt vitába keveredett a szerzetesekkel – mindketten igényt tartottak rá – ezért kapcsolatuk megromlott.
A III. Ince pápa által 1215-ben meghirdetett ötödik keresztes hadjárathoz 1217-ben, Lipót osztrák főherceggel közösen vezetett csapatokkal csatlakozott II. András király. Seregével Akkóba hajózott, innen északra fordult, majd Jeruzsálemet elkerülve a tengerparton haladva elvonult a térségből. Ekkor, 1218-ban ejtette útba Margat várát, és a partszakaszt védő johannita lovagoknak – akik 1150-ben telepedtek meg a Magyar Királyságban és az udvarral igen jó kapcsolatot ápoltak – jelentős évjáradékot adományozott.
Margatnak, amely éppen a pogányok közvetlen közelében helyezkedik el, örök fenntartására… királyságunk sójövedelmeiből száz márkát adtunk, amelyet mindig húsvét idején ezüst pénzben, ellenvetés nélkül ki kell fizetni…
Ám hiába voltak az újabb és újabb hadjáratok a keresztesek Szentföldi missziója leáldozott. A 13. század közepétől fokozatosan előretörő I. Bajbarsz szultán vezette mamlúk seregek mind nagyobb területeket hódítottak el a keresztesektől. Bajbarsz szultán, 1269-ben és 1270-ben kétszer is Margat ellen vonult, de seregei elakadtak a hegyekben. 1281-ben Balban al Tabbakhi craci muszlim kormányzó megtámadta az erődöt, de a támadást a várvédők visszaverték. Végül a következő, öt héten át tartó ostrom után, 1285. május 25-én a johannita lovagok megadták magukat Kaláún szultánnak, aki végleg elűzte Margatból a keresztes lovagokat. Hat évvel később, 1291-ben elesett az utolsó keresztes erőd, Akkó is. Margat vára a 16. század során az Oszmán Birodalom része lett.

## Építészete

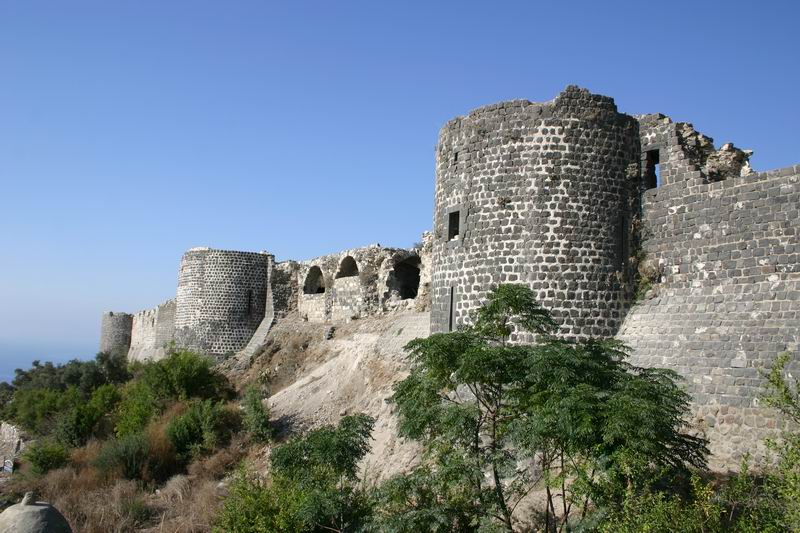
A külső várfal

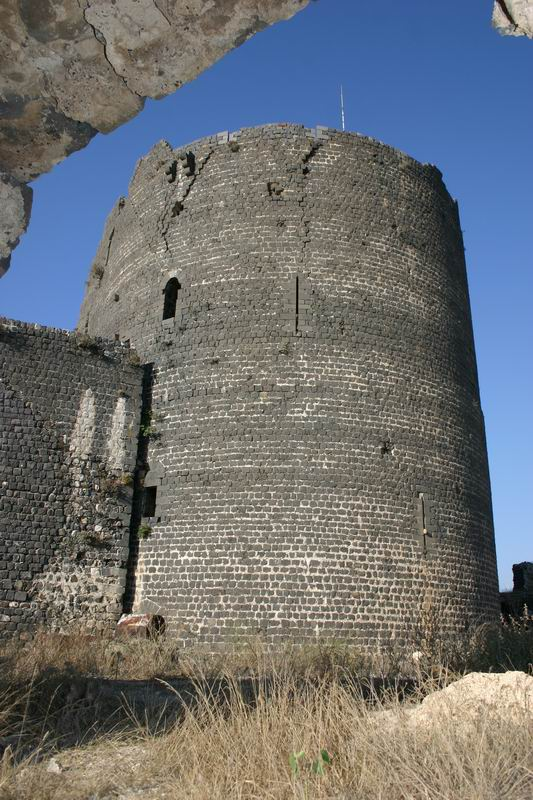
Donzson

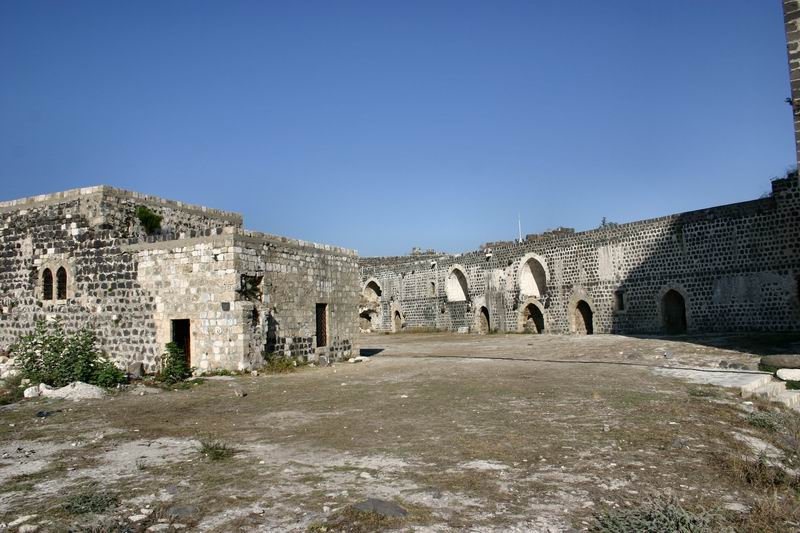
Várudvar

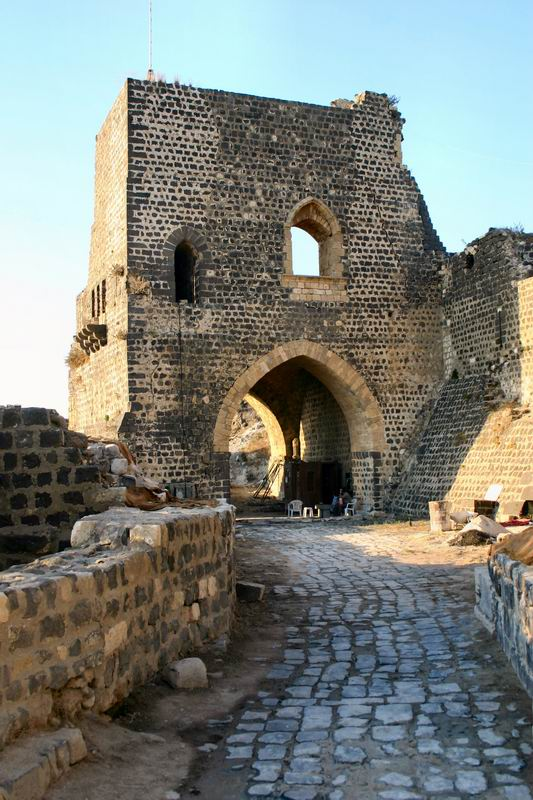
A kaputorony

Az ispotályosok Margatban a várépítészet és a szerzetesrendi építészet elveit a legkorszerűbb haditechnikai felfogással ötvözték
A várhegy kétharmadát a szuburbium – erődített város foglalta el. Európai és szíriai keresztények, és örmények éltek itt, akik saját templomokat, kórházat építettek. A település épületeinek egy részét, még 1959-ben is lakták. A szuburbium területe feltárás alatt áll.
A hegytető déli részén áll a johanniták belső vára, amely köré a belső várhegyet teljesen körülölelő kettős védőfalat emeltek. Tagolt védelmi rendszert alakítottak ki; az önálló belső erőd falait a külsőnél magasabbra építették, hogy fedezni tudják az alsó falakon harcolókat.
A vár helyiségei körben boltozott, gyűrű alakú teremrendszert alkotnak. A hegy legdélibb, legsebezhetőbb pontján megerősített kör alakú lakótorony áll; a donzson érdekessége, hogy belterei négyzetesek, falai a szokásosnál vastagabbak, 6 méteresek. Itt a torony első emeletén lakott a várnagy, akinek lakóterületéhez, a falakon belül, védett lépcső vezetett. A tornyot, a fogadótermeknek helyet adó palotaszárny kötötte össze a kápolnával.
A kápolna helyén, a vár legvédettebb pontján állt a Mazior család egykori négyzetes lakótornya. „Miután átvették a várat, a johanniták lebontották a lakótornyot, majd kápolnát emeltek a helyén. Tulajdonképpen szimbolikus értéke volt a változásnak – az evilági úr lakhelyéből végül a Mennyei Úr lakhelye lett.” – magyarázza Buzás Gergely régész, művészettörténész, a Magyar Nemzeti Múzeum Visegrádi Mátyás Király Múzeumának munkatársa, a kutatócsoport tagja, aki a vár 3D-rekonstrukcióján dolgozik. A kis nyugati udvar felől oszlopbélletes főkapun át jutunk a kápolna két keresztboltozattal fedett hajójába, amelyet két lépcsőfokkal megemelt apszis zár. A kápolna déli falán, az apszis és az első ablak közötti szakaszon találták meg 2007 őszén a magyar kutatók a keresztesek legnagyobb falképciklusát, a Menny és Pokol ábrázolását. A falfestményeket jelenleg Szíria legjelentősebb középkori falfestményeinek tartják.
A hegytető keleti oldalán a kápolna mellett a dormitórium kapott helyet. A lovagi hálóterem már a vár korai állapotában is létezett; 1202-ig kétszer is átépítették, így érte el mai monumentális méreteit. A hálóterület további érdekessége, hogy a keleti boltozott teremsor tetején a johanniták elegáns lakószobákat, hozzájuk fürdőt és konyhát is építettek. A lakóterülethez két vízöblítéses latrina is tartozott.
A donzson nyugati oldalához kapcsolódik a kétszintes refektórium; ahol a felső szinten a lovagok, lent a fegyveres szerzsant testvérek étkeztek. Az ebédlő folytatásában áll a konyha, ahol a padlóba süllyesztett vízvezeték a mosogatóból a szennyvízhálózatba juttatta a vizet. A szerzetesek a vár korábbi elemeit felhasználva komplett vízgyűjtő- és vízvezetékrendszert alakítottak ki – közművesítették a hegyet. Az esővizet kerámiacsöveken vezették a bazaltba vésett hatalmas boltozatos csarnokokba. A belső várat vízcsapdaként használták, és a központi udvar alatti sziklában hatalmas ciszternát alakítottak ki.
A hálóteremmel átellenben kapott helyet a csarnok-szerű káptalanterem, a lovagok tanácskozásainak színtere. A kutatók szerint az első káptalanterem az 1202-es földrengésben összedőlt; ennek helyére épült a 12×36 méteres új terem, amelynek keresztboltozatos kőmennyezetét két pillérsor támasztotta alá. Sajnos ez az épületrész is elpusztult, de a tenger felőli oldalon megmaradt ablak és pillérmaradványok alapján sikerült rekonstruálni a helyiséget. Mellette áll a vár legpompásabb terme, az ún. Kétoszlopos terem. A nyugati oldalt a tengerre néző erődített külső kaputorony zárja.

### MennyésPokol
A kápolna északi sekrestyékében a véletlenül lehulló vakolat alól került elő 1978-ban, egy pünkösdi jelenetet és Jézus születését ábrázoló falkép. A ciklus következő részletére 2007 őszén találtak rá a régészek, a kápolna déli falán. A képegyüttes feltárása 2009-ben fejeződött be, restaurálása folyamatban van.
A körülbelül 9 négyzetméteres Pokol három regiszterből áll. A legfelső sorban néptelen erdő kiszáradt fáiról lógnak a felakasztott bűnösök. A holtukban is szemükbe, lágyékukba, szájukba maró kígyók, elkövetett bűneikről – mohóság, bujaság, hazugság – árulkodnak. Alattuk egy hatalmas pengékkel borított kerék szaggatja, töri a vétkeseket, akiket az ördög ütlegel, mellettük négy ördög egy üstben ülő püspököt főz, lángnyelvek csapnak fel körötte serénykerésük nyomán. A legalsó sor csonka jelenetén két ördög egy karóba húzott lovag szenvedését szemléli. A teljes falkép háttere sötét barnásvörös és zöldfölddel festett.
A kápolna északi falán előkerült egy újabb, négy regiszterből álló, a Menny témáját megjelenítő falkép. Az alsó három sorban az üdvözültek állnak imára kulcsolt kézzel, ragyogásban. A legfelső sor témája még ismeretlen. Ez az oldalfal sok nedvességet kapott, és növények fúrták be gyökereiket a képet tartó vakolatba; valószínű, hogy csak töredékeket sikerül megmenteni belőle.
„A korabeli bizáncias falképek mellett, ilyen stílusjegyű középkori falképciklust eddig nem találtak az egykori Szentföldön. A falkép festéstechnikája, például a testszínek megfestésének és a rózsaszín használatának módja inkább európai eredetű. Az ikonográfiai sajátosságokat is tekintve szinte bizonyosra vehetjük, hogy a képet egy európai mester festette.” – mondja a Galambos Éva a falképciklus vezető restaurátora.
Az apszisban és a hajóban is különböző geometrikus motívumokra, heraldikai elemekre, sasokra, keresztekre, palmettákra bukkantak a szakemberek. A margati freskókon végzett kutatások alapján eddig három keresztes kori kifestési periódust sikerült azonosítani a kápolna falfestésében; a Menny és Pokol a második korszakhoz sorolhatók.

### További irodalom
- Major Balázs és társszerzői számos jelentése és leírása: lásd Major Balázs szócikket
- Ross Burns: Monuments of Syria : an historical guide. Tauris Publ., London, 1999 – ISBN 1-85043-468-9 (angolul)
- Hugh Kennedy: Crusader castles. Univ. Pr., Cambridge, 1995 – ISBN 0-521-42068-7 (angolul)
- Thomas E. Lawrence: Crusader castles. Clarendon, Oxford, 1990 – ISBN 0-19-822964-X (angolul)
- Robin Fedden – John Thompson: Kreuzfahrerburgen im Heiligen Land. Brockhaus, Wiesbaden, 1959 (németül)
- Hansgerd Hellenkemper: Burgen der Kreuzritterzeit in der Grafschaft Edessa und im Königreich Kleinarmenien. Habelt, Bonn, 1976 (németül)
- Wolfgang Müller-Wiener: Burgen der Kreuzritter im Heiligen Land, auf Zypern und in der Ägäis. Kunstverl., München, 1966 (németül)
- Syrien (Baedeker-Allianz-Reiseführer). Baedeker, Ostfildern, 2000 – ISBN 3-89525-629-3 (németül)
- Walter Zöllner: Geschichte der Kreuzzüge. Dt. Verl. der Wissenschaft, Berlin, 1990 – ISBN 3-326-00237-8 (németül)